# Helmut Reinl
Helmut Reinl (* 22. August 1922 in Lichte; † 16. März 1992 in Greifswald) war ein deutscher Maler und Hochschullehrer.

## Leben und Werk
Reinl nahm als Soldat der Wehrmacht am Zweiten Weltkrieg teil, u. a. in Nordafrika. Nach der Rückkehr aus der Kriegsgefangenschaft studierte er von 1947 bis 1951 an der Ernst-Moritz-Arndt-Universität Greifswald Kunsterziehung und Anglistik, insbesondere bei Herbert Wegehaupt und Herbert Schmidt-Walter. Nach dem Abschluss als Diplom-Pädagoge war er ab 1951 Assistent, ab 1957 Lektor und von 1966 bis 1987 Dozent für Theorie und Praxis der künstlerischen Gestaltung am Institut für Kunsterziehung der Universität Greifswald.
Daneben betätigte er sich in Greifswald als freischaffender Maler. Reinl war von 1955 bis 1990 Mitglied des Verbands Bildender Künstler der DDR. Sein malerisches Werk ist relativ klein. Es zeigt neben Motiven aus dem Bereich der heimischen Wirtschaft vor allem Bilder der vorpommerschen Landschaft.
Reinl war mit der Keramikerin Ilse Reinl verheiratet.

## Werke (Auswahl)
- Loggerbau auf der Volkswerft (Öl, um 1952; Schifffahrtsmuseum Rostock)[1]
- In der Volkswerft Stralsund (Öl, 70 × 100 cm, um 1962)[2]
- Hafen des Fischkombinats Sassnitz (Öl, 70 × 60 cm, um 1962)[3]

## Ausstellungen
- 1961: Rostock, Museum der Stadt Rostock („Bildende Kunst an der Ostsee“)
- 1962/1963: Dresden, Fünfte Deutsche Kunstausstellung,
- 1966: Greifswald, Universität (Ausstellung anlässlich des 20-jährigen Bestehens des Instituts für Kunsterziehung der Ernst-Moritz-Arndt-Universität Greifswald)
- 1967: Greifswald, Museum der Stadt Greifswald („Mensch und Landschaft Nordostdeutschlands“)
- 1969: Rostock, Kunsthalle („Sozialistische Kunst im Bezirk Rostock“)
- 1972, 1974, 1979 und 1984: Rostock, Bezirkskunstausstellungen